# دفتونز
دفتونز (به انگلیسی: Deftones) یک گروه آلترنتیو متال آمریکایی از شهر ساکرامنتو ایالت کالیفرنیا است که در سال ۱۹۸۸ آغاز به‌کار کرد. این گروه توسط چینو مورنو (خوانندهٔ اصلی)، استیون کارپنتر (گیتاریست لید) و ایب کانینگهام (درامر)، شکل گرفت. چی چنگ (بیسیست) در سال ۱۹۹۰ و فرانک دلگادو (کیبوردیست و دی‌جی) در سال ۱۹۹۹ به گروه پیوستند. ماهیت تجربی این گروه باعث شده‌است که برخی منتقدان آن‌ها را «ریدیوهد موسیقی متال» توصیف نمایند.
پس از تثبیت ترکیب گروه در سال ۱۹۹۳، گروه با ماوریک ریکوردز قرارداد ضبط امضا کرد و در سال ۱۹۹۵ اولین آلبوم خود، آدرنالین، را منتشر نمودند. تورهای گسترده و تبلیغات دهان‌به‌دهان باعث شد که طرفداران وفاداری به دست آورد. دومین آلبوم آن‌ها، اطراف خز (۱۹۹۷)، گروه‌را در سبک آلترناتیو متال افزایش داد و همراه‌با تک‌آهنگ‌هایشان در جدول‌های موسیقی جایگاه قابل توجهی کسب کردند. این آلبوم همچنین اولین اثر گروه بود که موفق به دریافت گواهی آرآی‌ای‌ای شد.

## اعضا

### اعضا فعلی
- چینو مورنو : خواننده اصلی، گیتار ریتم  (۱۹۸۸ تا کنون)
- استیفن کارپنتر : گیتار لید  ۱۹۸۸ تا کنون)
- ایب کانینگهام : درام  (۱۹۸۸ تا کنون)
- فرانک دلگادو : کیبورد، ترن‌تیبل، سمپل  (۱۹۹۷ تا کنون)
- سرجیو وگا : بیس، همخوان  (۲۰۰۹ تا کنون)

### اعضا پیشین
- چی چنگ : بیس، همخوان  (۱۹۸۸ تا ۲۰۰۸) (مرحوم)

## آلبوم‌ها
- آدرنالین
- اطراف خز
- پونی سفید
- دفتونز
- مچ دست شنبه شب
- چشمان الماسی
- کوی نو یوکان
- خون
- اهم‌ها